# Pic de Colatx
El Pic de Colatx és una muntanya de 2.570 metres que es troba entre els municipis de Lladorre, a la comarca del Pallars Sobirà i l'Arieja a França.
Aquest cim està inclòs al llistat dels 100 cims de la FEEC